# Ali Farka Touré
Ali Ibrahim "Farka" Touré (Kanau, Tombuctú, Malí, 31 de octubre de 1939-Bamako, 7 de marzo de 2006) fue un conocido guitarrista y cantante maliense, cuyo estilo aunaba la música tradicional de Malí con el blues. Ali Farka Toure es considerado uno de los mejores guitarristas a nivel mundial y también uno de los mejores músicos de la música africana.

## Biografía
Nació en 1939 (no conocía la fecha exacta) en la aldea musulmana de Kanau, cerca de Gourma Rharous, en la región noroccidental de Tombuctú. Era el décimo hijo de su madre, pero fue el único que logró sobrevivir pasada la infancia. Su apodo, "Farka", significa "asno", animal admirado por su tenacidad. Étnicamente, Ali Farka Touré estaba vinculado a los antiguos pueblos arma y fula, del norte de Malí.
Su padre, que servía en el ejército francés, murió en combate durante la Segunda Guerra Mundial. Ali apenas fue a la escuela, y se dedicó desde su infancia al cultivo del campo. Sin embargo, siempre manifestó un gran interés por la música, especialmente por instrumentos tradicionales malienses como el gurkel (pequeña guitarra), el violín njarka, la flauta peul o el ngoni (laúd de 4 cuerdas).
En 1956 quedó muy impresionado cuando vio actuar al guitarrista malinke Keita Fodeba, lo que le hizo decantarse por la guitarra como instrumento. Tras la independencia de Malí, en 1960, el gobierno comenzó a promover la música tradicional, lo que permitió a Ali formar su primer grupo, La troupe 117, con el que actuó en varios festivales por todo el territorio de Malí. En 1968 viajó por primera vez fuera de Malí para representar a su país en un festival que tuvo lugar en la ciudad de Sofía, en Bulgaria. 
Durante los años 70 se instaló en Bamako, donde trabajó como ingeniero para Radio Malí. En esa época tuvo la oportunidad de escuchar mucha música occidental (especialmente cantantes negros estadounidenses como Otis Redding y James Brown, entre otros). Por entonces publicó también su primer disco, Farka (1976), en la compañía francesa Son Afric, y comenzó a dar conciertos por toda África occidental. 
En esta época se inició también su interés por el blues, al que encontraba grandes afinidades con la música africana. Fue el primer intérprete de blues africano que logró una popularidad masiva en su continente natal, hasta el punto de que se le llamó "el John Lee Hooker africano". Musicalmente, su estilo tenía muchas semejanzas con el de R. L. Burnside, con varias superposiciones de guitarras y ritmos. Cantaba habitualmente en lenguas africanas, sobre todo en songhay, fula y tamacheck.
En los años 80 se instaló en la localidad de Niafunké. Comenzó a ser conocido en los países occidentales tras la publicación de su álbum Ali Farka Touré, éxito internacional, que propició varias colaboraciones con músicos occidentales (en 1991 con Taj Mahal en el disco The source; y en 1994 con Ry Cooder en Talking Timbuktu, así como la reedición de material antiguo grabado durante los años 70, como Radio Mali. Por Talking Timbuktu fue galardonado con un premio Grammy. En 1999 publicó Niafunké, un regreso a las raíces de la música tradicional africana. 
En 2004 fue nombrado alcalde de Niafunké y con dinero de su propio bolsillo asfaltó las carreteras, construyó varios canales y puso en marcha un generador para proporcionar electricidad al pueblo. 
En septiembre de 2005 publicó, en colaboración con el intérprete de kora Toumani Diabaté, el álbum In The Heart Of The Moon, por el que obtuvo su segundo premio Grammy. 
El 7 de marzo de 2006, el Ministerio de Cultura de Malí anunció que había fallecido a la edad de 67 años, de cáncer de huesos. Su casa discográfica, World Circuit, afirma que acababa de completar un nuevo álbum en solitario.

## Discografía
- 1976 - Farka
- 1987 - Ali Farka Touré
- 1990 - The River (World Circuit)
- 1990 - African Blues(Shanachie)
- 1992 - The Source (World Circuit)
- 1994 - Talking Timbuktu (World Circuit)
- 1996 - Radio Mali (World Circuit)(Grabado entre 1970 y 1978)
- 1999 - Niafunké (World Circuit)
- 2004 - Red/Green - 2004 (World Circuit; álbumes antiguos - de 1979 y 1988- remasterizados)
- 2005 - In The Heart Of The Moon
- 2006 - Savane
- 2010 - Ali and Toumani (Ali Farka Touré & Toumani Diabaté)

## Películas
- Ali Farka Touré, le miel n’est jamais bon dans une seule bouche (2001), dirigida por Marc Huraux.
- Ali Farka Touré: Ça coule de source (2000), dirigida por Yves Billon y Henry Lecomte.

## Video
- Ça coule de source / Ali Farka Touré: Springing from the Roots en VOD